# Vladislav Vólkov
Vladislav Vólkov (rus: Владислав Волков)  (Moscou, 23 de novembre de 1935 - Soiuz 11 i òrbita terrestre baixa, 30 de juny de 1971), nom complet amb patronímic Vladislav Nikoláievitx Vólkov, rus: Владисла́в Никола́евич Во́лков, fou un enginyer i cosmonauta soviètic.
Va participar en els programes Vostok i Voskhod. Pilot i paracaigudista, va entrar a la selecció de cosmonautes del primer grup d'enginyers de l'OKB-1 de Serguei Koroliov el 1966 i va ser triat el 27 de maig de 1968. Va ser elegit enginyer de vol en la segona tripulació suplent de la missió Soiuz 5, llançada el 15 de gener de 1969.
Va volar finalment el 12 d'octubre de 1969 com enginyer de vol a bord de la Soiuz 7. La missió, que va tenir una durada de 4 dies i 22 hores, tenia com a objectiu realitzar un vol conjunt amb les Soiuz 6 i Soiuz 8. El llançament gairebé simultani de les tres naus es va complir sense problemes, així com l'acostament, però no es va poder acoblar la Soiuz 7 a la Souz 8 causa d'una fallada electrònica del sistema id'acoblament.
Va ser també suplent de la missió Soiuz 10, que tenia com a objectiu acoblar-se amb la primera estació espacial, la Saliut 1.
Havia de ser suplent de la missió Soiuz 11 però la detecció d'una possible tuberculosi a un dels cosmonautes titulars-concretament Valeri Kubàssov-va fer que es desplacés a la tripulació suplent. La Soiuz 11, llançada el 6 de juny de 1971, tenia com a objectiu habitar la Saliut 1, ja que la Soiuz 10 s'havia pogut acoblar però els cosmonautes no havien pogut accedir a l'estació. La tripulació de la Soiuz 11 va habitar l'estació durant 23 dies, fins al 30 de juny. Durant aquesta estada es van produir diversos incidents, com un incendi i forts frecs entre ell i el comandant Gueorgui Dobrovolski. Durant el seu retorn a la Terra la càpsula es despressuritzà i els cosmonautes, que mancaven de vestits espacials, van morir per asfíxia.
Va ser enterrat al Kremlin i va rebre de manera pòstuma l'Ordre de Lenin i el títol d'Heroi de la Unió Soviètica (condecoració que ja havia guanyat el 1969). Un asteroide ((1790) Volkov) i un cràter en la Lluna van rebre el seu nom en homenatge.
Va estar casat amb Liudmila Biriukovna i van tenir un fill: Vladímir V., nascut el 14 de febrer de 1958.

## Curiositats
- El seu nom va ser usat per a denominar l'USS Vandenberg a la pel·lícula Virus.
- Un relat de la vida i la carrera de Volkov a l'espai apareix en el llibre de 2003 "astronautes caiguts" de Colin Burgess.
- El seu nom figura en el monument de l'astronauta caigut (que es troba a la Lluna).